# Valentin Paret-Peintre
Ne doit pas être confondu avec Aurélien Paret-Peintre.
Valentin Paret-Peintre, né le 14 janvier 2001 à Annemasse, est un coureur cycliste français, membre de l'équipe Soudal Quick-Step qu'il rejoint en 2025 comme un lieutenant majeur de Remco Evenepoel. Il a notamment remporté en solitaire la 10e étape du Tour d'Italie 2024, et la 16e étape du Tour de France 2025 au sommet du mont Ventoux.
Il est le frère du coureur cycliste Aurélien Paret-Peintre, de cinq ans son aîné, et qui participe également aux grands tours.

## Biographie

### Jeunesse et carrière amateur
Valentin Paret-Peintre naît au sein d'une famille pratiquant le cyclisme,. Son père, lui-même ancien coureur amateur, dirige le Vélo Club d'Annemasse depuis plus de 20 ans. Sa sœur Maéva court à un bon niveau, tout comme son frère Aurélien, qui est passé professionnel chez AG2R La Mondiale.
Très tôt intéressé par la discipline, Valentin Paret-Peintre commence le vélo à l'âge de 5 ou 6 ans chez les pré-licenciés, au Vélo Club Cluses Scionzier,. Il rejoint ensuite en catégorie minimes le Vélo Club d'Annemasse, dirigé par son père. 
En catégorie juniors, il court au VC Annemasse mais également pour le compte de Van Rysel-AG2R La Mondiale, équipe de développement liée à AG2R La Mondiale. En 2018, il remporte le Tour du Pays d'Olliergues et termine notamment deuxième de la Classique des Alpes juniors. Dans le même temps, il intègre l'équipe de France juniors, avec laquelle il fait ses débuts au Tour du Pays de Vaud. En 2019, il confirme ses qualités de grimpeur en s'imposant sur la Classique des Alpes juniors, six ans après son frère Aurélien. Il est également sacré champion régional d'Auvergne-Rhône-Alpes, à Sauvain. Sa deuxième partie de saison est cependant gâchée par des chutes en juillet et en aout.
En 2020, Valentin Paret-Peintre rejoint le Chambéry CF, centre de formation de l'équipe AG2R La Mondiale. Au mois d'août, il se révèle pour sa première saison chez les espoirs en terminant sixième de la Ronde de l'Isard, tout en ayant remporté la troisième étape à Ax 3 Domaines.

### 2022-2025: AG2R

#### 2022-2023: premiers classements
En 2022, il rejoint l'équipe AG2R Citroën aux côtés de son frère Aurélien. En août, il termine neuvième de la 3e étape du Tour de l'Ain.
En avril 2023, après une échappée de 150 kilomètres, il termine neuvième de la 5e étape du Tour des Alpes. Engagé sur le Tour d'Italie, il termine cinquième de la 13e étape, au sommet de Crans-Montana. En juin, il se classe huitième du CIC-Mont Ventoux, remporté par Lenny Martinez.

#### 2024: révélation et victoire sur leGiro
Début 2024, il termine huitième du Tour Down Under. Équipier de Ben O'Connor sur le Tour des Alpes, il se classe respectivement neuvième, cinquième et troisième des 3e, 4e et 5e étapes, ce qui lui permet de terminer quatrième du classement général de l'épreuve, à 44 secondes du vainqueur Juan Pedro López. 
En mai 2024, il remporte en solitaire, devant Romain Bardet et Jan Tratnik, la 10e étape du Tour d'Italie, signant comme première victoire chez les professionnels une victoire sur un grand tour. En fin de saison, il prend part à la Vuelta, qu'il termine à la 45e place. Il s'y illustre comme coéquipier modèle du leader de son équipe, Ben O'Connor, second de l'épreuve ibérique.

### Depuis 2025: Soudal Quick-Step
Paret-Peintre commence sa saison 2025 à Oman à l'occasion de la Muscat Classic qu'il termine à la 6e place dans les temps du vainqueur. Puis, sur le Tour d'Oman, alors leader de son équipe, il remporte la 5e étape et termine 2e du classement général 6 secondes derrière Adam Yates. Il s’adjuge également deux classements annexes, le classement par points et celui du meilleur jeune.
Le 22 juillet 2025, Valentin Paret-Peintre remporte la 16e étape du Tour de France disputée entre Montpellier et le mont Ventoux,,. Il s’offre à cette occasion la première victoire française de cette édition du Tour de France,. Il signe également la première victoire française depuis 23 ans sur le Ventoux et celle de Richard Virenque, vainqueur de l'étape lors du Tour de France 2002, et devient le cinquième français à réussir cet exploit après Raymond Poulidor en 1965, Bernard Thévenet en 1972, Jean-François Bernard en 1987 et donc Richard Virenque en 2002,,.

## Palmarès

### Palmarès amateur
- 2018
  - Tour du Pays d'Olliergues
  - 2e du Prix de la ville d'Aubenas
  - 2e de la Classique des Alpes juniors
- 2019
  - Champion d'Auvergne-Rhône-Alpes juniors
  - Classique des Alpes juniors
  - 3e du Tour du Pays d'Olliergues
- 2020
  - 3e étape de la Ronde de l'Isard

- 2021
  - Classement général du Tour de Moselle

### Palmarès professionnel
- 2024
  - 10e étape du Tour d'Italie
  - 8e du Tour Down Under
- 2025
  - 5e étape du Tour d'Oman
  - 16e étape du Tour de France
  - 2e du Tour d'Oman

## Résultats sur les grands tours

### Tour de France
1 participation
- 2025 : 41e, vainqueur de la 16e étape

### Tour d'Italie
2 participations
- 2023 : 37e
- 2024 : 16e, vainqueur de la 10e étape

### Tour d'Espagne
1 participation
- 2024 : 45e

## Classements mondiaux
| Année                                 | 2020  | 2021  | 2022  | 2023 | 2024 |
| ------------------------------------- | ----- | ----- | ----- | ---- | ---- |
| Classement mondial                    | 1418e | 1175e | 2288e | 474e | 139e |
| UCI Europe Tour                       | 1066e | 866e  | 1436e | nc   | 112e |
|                                       |       |       |       |      |      |
| Légende : nc = non classéSource : UCI |       |       |       |      |      |